# Campagne de Namsos
Campagne de Norvège - Seconde Guerre mondiale
Batailles
Campagnes du Danemark et de Norvège
- Incident de l'Altmark
- Opération Wilfred
- Opération Weserübung
- Plan R 4
- Campagne de Norvège
- Bataille du détroit de Drøbak
- Bataille de Midtskogen
- Bataille de Narvik
- Opération Hammer
- Bataille de Dombås
- Forteresse d'Hegra
- Bataille de Vinjesvingen
- Opération Alphabet
- Opération Juno
- Îles Féroé
- Invasion de l'Islande
- Groenland
- Opération Doomsday

Front d’Europe de l’ouest
Front d’Europe de l’est
Campagnes d'Afrique, du Moyen-Orient et de Méditerranée
Bataille de l’Atlantique
Guerre du Pacifique
Guerre sino-japonaise
La campagne de Namsos, à Namsos, en Norvège, et dans ses environs, a donné lieu à de violents combats entre les forces navales et militaires anglo-françaises et norvégiennes d'une part, et les forces militaires, navales et aériennes allemandes d'autre part, en avril et début mai 1940. Il s'agit de l'une des premières occasions importantes de la Seconde Guerre mondiale où les forces terrestres britanniques et françaises ont combattu l'armée allemande.

## Contexte
Lorsque la Seconde Guerre mondiale a éclaté en septembre 1939, la Norvège a suivi une politique de neutralité, comme elle l'avait fait avec succès pendant la Première Guerre mondiale, dans l'espoir de rester en dehors de la guerre qui embrasait à nouveau l'Europe. La Norvège est donc en paix en avril 1940 lorsqu'elle est soudainement attaquée par les forces navales, aériennes et militaires de l'Allemagne nazie. Contrairement à la Première Guerre mondiale, l'armée norvégienne n'est que partiellement mobilisée, la marine royale norvégienne et l'artillerie côtière étant constituées d'équipages squelettiques. L'armée norvégienne n'a activé que quelques bataillons dans le nord de la Norvège (entre autres le bataillon "Alta") par précaution en vue de l'invasion de la Finlande par la guerre d'hiver soviétique. Bien que le gouvernement norvégien ait procédé à une modernisation précipitée de l'armée au cours de la seconde moitié des années 1930, les forces armées étaient toujours dans un état de délabrement. Les effets des vastes réductions budgétaires effectuées pendant les politiques pacifistes de la fin des années 1920 et du début des années 1930 étaient encore visibles. En 1940, les forces armées norvégiennes étaient parmi les plus faibles d'Europe.
Plusieurs raisons expliquent l'attaque allemande. La volonté de sécuriser le flux de minerai de fer provenant des mines de Kiruna, dans le nord de la Suède, vers les industries de guerre allemandes, n'est pas la moindre. La partie nord de la mer Baltique, appelée golfe de Botnie, possède un port suédois principal appelé Luleå, d'où une quantité de minerai est expédiée en été. Le golfe étant gelé en hiver, les Suédois expédiaient pendant plusieurs mois chaque année la majeure partie de leur minerai de fer par voie ferroviaire via le port libre de glace de Narvik, à l'extrême nord de la Norvège. Au cours d'une année normale, 80 % du minerai de fer était exporté par Narvik. La seule alternative en hiver était un long voyage en train vers Oxelösund sur la Baltique, au sud de Stockholm, qui n'était pas obstrué par la glace. Mais les informations britanniques suggèrent qu'Oxelösund ne peut expédier qu'un cinquième de la quantité dont l'Allemagne a besoin. Sans les expéditions d'acier suédois via Narvik, l'industrie de guerre allemande n'aurait pas pu produire autant de chars, de canons, de sous-marins et d'autres armes.
L'Amirauté britannique étudiait la possibilité d'introduire une flotte de la Royal Navy dans la mer Baltique au printemps 1940 (opération Catherine) afin d'interdire le commerce maritime allemand pendant les mois d'été dans cette mer intérieure. Cette opération aurait toutefois été inefficace si la route de Narvik était restée ouverte. Mais les événements prennent le pas sur le projet balte.
Les Allemands soupçonnent à juste titre les Britanniques de vouloir miner les eaux côtières norvégiennes utilisées par les navires minéraliers allemands. Les plans britanniques sont bien avancés, sous l'impulsion du Premier Lord de l'Amirauté (First Lord of the Admiralty), Winston Churchill, mais les Allemands arrivent les premiers en Norvège.

## Plans de contre-attaque des Alliés
Narvik, Trondheim, Oslo, Bergen et d'autres grandes villes norvégiennes ont été prises le premier jour de la campagne lors d'une attaque surprise. Des éléments de l'armée norvégienne combattent les Allemands au nord d'Oslo. Les premiers ministres britannique et français et leurs conseillers militaires sont unanimes pour décider de reprendre Trondheim, de faire la jonction avec les Norvégiens et de bloquer l'avancée allemande vers le nord. Cela permettrait aux Alliés d'interdire une grande partie des approvisionnements en minerai de fer de l'Allemagne. En prime, il y aurait des bases aériennes et navales dans le nord de la Norvège.
C'est à Trondheim que la Norvège devient étroite, ce qui rend le blocage des Allemands plus facile que plus au sud. Pour renverser la position, l'Allemagne devrait attaquer à travers la Suède, faisant entrer cette nation dans la guerre du côté des Alliés.
L'amiral de la flotte à la retraite, Sir Roger Keyes, député, exhorte à plusieurs reprises Churchill à s'emparer de Trondheim aux mains des Allemands, en utilisant des cuirassés obsolètes si nécessaire, et propose de mener l'attaque.
Il est prévu de forcer l'entrée du Trondheimsfjord avec des cuirassés qui détruiraient les forts d'artillerie côtière norvégiens à l'entrée, récemment capturés par les Allemands. Ensuite, un débarquement amphibie prendrait la ville. Il a également été décidé de débarquer des forces au nord et au sud du fjord pour une attaque en tenaille sur la ville. Les officiers militaires responsables de ces décisions étaient les chefs d'état-major des forces armées, Sir Dudley Pound de la Royal Navy, le général Sir Edmund Ironside de l'armée britannique et le maréchal en chef de l'air Sir Cyril Newall de la Royal Air Force (RAF).
Mais les chefs d'état-major des forces armées britanniques se dégonflent. Le forçage du goulet fut réduit à une démonstration, la poussée principale étant assurée par les deux pinces. Cela élimine l'utilisation immédiate des aérodromes de Trondheim par la RAF. Cela signifie également que les forces militaires devront affronter les unités navales allemandes dans le fjord ainsi que les unités de la Luftwaffe dans les airs. Churchill est très déçu, mais il doit faire face à l'opposition combinée de ses conseillers navals ainsi que des chefs de l'armée de terre et de l'armée de l'air. Il doit faire marche arrière. Keyes était apoplectique, et cet événement, plus que tout autre, l'a convaincu de se joindre à une attaque contre le gouvernement à la fin de la campagne de Norvège.
Namsos, alors une ville de 3 615 habitants, était considérée comme l'endroit logique pour débarquer les troupes affectées à la tenaille nord, en raison de son emplacement et de ses installations. Le port et les approches de Namsos sont libres de glace toute l'année. En raison du commerce du bois, en 1940, le port de Namsos était équipé de trois bons quais (dont un en pierre) avec une profondeur de 5,5 à 9 m et des longueurs de 97 à 235 m. Cela permettait aux petits navires de guerre et aux transports d'accoster et de débarquer des troupes et des fournitures pour la reconquête de Trondheim. En outre, Namsos se trouvait sur une ligne secondaire reliée à la ligne du Nordland. Une route de gravier menait à environ 210 km au sud de Trondheim.

## Force de filtrage
Le capitaine Frank Pegram du croiseur HMS Glasgow, accompagné du croiseur HMS Sheffield et de dix destroyers, débarqua un petit groupe de Royal Marines à Namsos le 14 avril 1940. L'équipe de débarquement était sous le commandement du capitaine Edds et prit des positions de blocage dans les collines à l'extérieur de la ville. Ils ont rapidement attiré les avions allemands. Le lieutenant-général Sir Adrian Carton de Wiart, commandant désigné de la force, arriva par avion le lendemain et eut un avant-goût de ce qui allait se passer lorsque son hydravion Short Sunderland fut mitraillé par des avions allemands au moment de l'atterrissage. Son aide a été blessé et a dû rentrer au Royaume-Uni. Carton de Wiart est un commandant énergique et compétent qui inspire ses troupes par sa bravoure lors des attaques aériennes. Mais aucun avion allié n'était disponible au-dessus de Namsos pour assurer une protection contre la Luftwaffe.
Carton de Wiart prit la décision, en raison de l'activité aérienne ennemie sans opposition, de détourner ses gros navires de transport de troupes, lents et vulnérables, à 160 km vers le nord, jusqu'à Lillesjona à Nesna, où ils seraient déchargés sur des destroyers pour une course rapide vers Namsos. Il y arrive lui-même le 16 avril pour superviser le transbordement. Moins d'une heure après le début du processus, des bombardiers allemands sont arrivés, et le commandant de la marine britannique a ordonné aux destroyers d'appareiller avec les troupes et le matériel qu'ils avaient à bord. Les HMS Afridi, Nubian, Matabele, Mashona et Sikh font route vers Namsos avec à leur bord De Wiart, 36 officiers et 1 208 autres soldats. Bien qu'ils aient été attaqués à plusieurs reprises au cours de leur voyage, ils sont arrivés indemnes, sinon reposés, et sont entrés à Namsos vers 21 heures le 16 avril.

## À terre et au sud

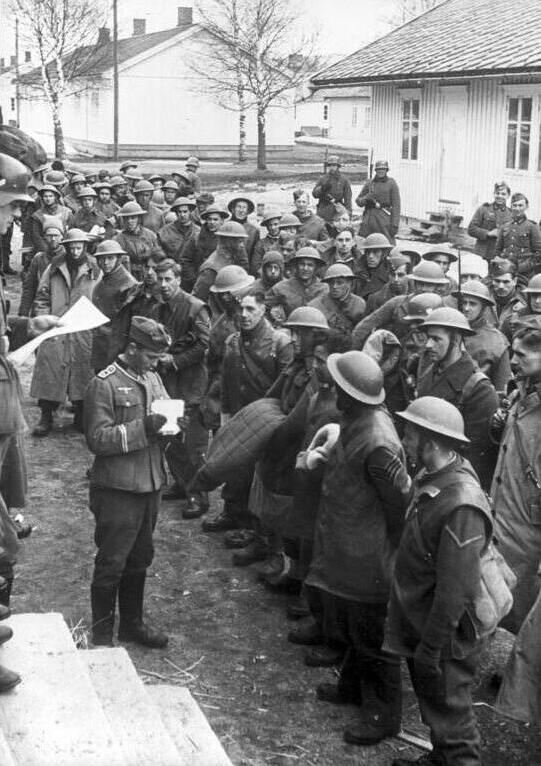
Des prisonniers de guerre britanniques à Trondheim en avril 1940.

Carton de Wiart fit preuve d'une vigueur considérable dans la gestion du débarquement et de la dispersion des troupes et du ravitaillement de manière à les faire sortir des navires et à les amener dans les collines pendant les cinq heures d'obscurité qui régnaient à Namsos fin avril. À plusieurs reprises, les avions de reconnaissance allemands ne savaient pas que des débarquements avaient eu lieu la nuit précédente. Il ne perdit pas de temps pour établir un quartier général à Namsos et envoya des gardes au long pont sur le Namsosfjord, essentiel à l'une des deux routes vers le sud, et en déplaça d'autres pour occuper le village de Bangsund plus au sud. Il a également envoyé 300 soldats vers l'est le long de la deuxième route, moins directe, vers le sud jusqu'à Grong, où ils ont rejoint un petit nombre de troupes norvégiennes sous les ordres du colonel Ole Getz. De plus petits groupes sont envoyés au sud de Bangsund pour tenter d'atteindre Beitstadfjorden, à la tête du Trondheimsfjord.
Carton de Wiart se rend compte que plus vite il envoie ses forces vers le sud, meilleures sont ses chances de prendre Trondheim aux Allemands. La première priorité, selon lui, est d'atteindre Steinkjer, où les deux routes vers le sud se rejoignent, avant que les Allemands n'y arrivent depuis Trondheim.
Entre-temps, le commandant de la marine, l'amiral Layton, a décidé qu'il était trop risqué de faire entrer ses destroyers dans Namsos. Il enverra des troupes et du ravitaillement sur le transport polonais MS Chrobry. Comme la plupart des troupes restantes à Lillesjona se trouvaient à bord du Empress of Australia, on perdit beaucoup de temps à effectuer d'autres transbordements, et le Chrobry, accompagné du HMS Vanoc, arriva à Namsos juste avant le lever du soleil le 17 avril. Dans la folle hâte de partir avant l'arrivée des bombardiers allemands, les soldats débarquent sans une grande partie de leur équipement. Mais Carton de Wiart réussit à disperser les troupes avant l'arrivée d'un avion de reconnaissance.
À ce moment-là, il ne savait pas que l'attaque directe sur Trondheimsfjord avait été annulée. Pendant tout le temps qu'il a passé à Namsos, il n'était absolument pas informé de ce qui se passait ailleurs en Norvège.

## L'arrivée des Français
Deux bataillons de troupes alpines françaises débarquent le 19 avril sous une forte attaque aérienne. L'un des transports transportant les Français est trop long pour entrer dans le port et retourne au Royaume-Uni sans débarquer une grande partie des fournitures françaises, laissant les troupes sans courroies pour leurs skis ou les mules qu'elles utilisent pour le transport. Les Français restent sur place à Namsos, subissant des bombardements aériens contre lesquels ils sont peu protégés. Le croiseur français Émile Bertin est endommagé par un bombardement lors du débarquement (aucune perte) et est remplacé par le Montcalm. Au total, quelque 6 000 soldatsalliés sont débarqués.
Les troupes françaises, pour la plupart, n'ont pas été utilisées dans la courte campagne en raison d'un manque d'approvisionnement. Vers la fin, elles ont été quelque peu engagées lorsque les troupes alliées se sont repliées sur Namsos, en préparation de leur évacuation.

## Affrontement dans le sud

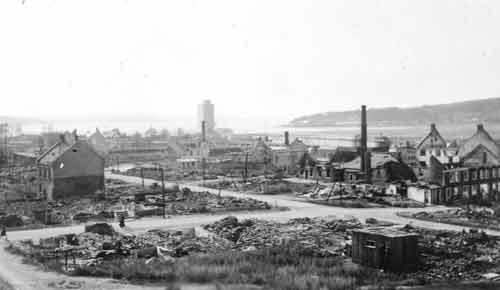
La ville bombardée de Steinkjer

Le 21 avril, les forces britanniques avaient rapidement progressé vers le sud jusqu'au hameau de Verdal, où des ponts routiers et ferroviaires traversaient la rivière Inna, à quelques kilomètres à l'intérieur des terres de Trondheimsfjord. C'est à peu près à mi-chemin entre Trondheim et Namsos, quelques kilomètres plus bas dans le fjord. Ils ont repéré une canonnière allemande, deux chalutiers armés et un destroyer dans le fjord, sur leurs flancs, bien capables de débarquer des troupes derrière eux et de diriger des tirs sur eux, auxquels ils n'avaient pas les moyens de répondre.
Lorsque Carton de Wiart débarque à Namsos le 15 avril, les allemands ont environ 1 800 soldats dans la région de Trondheim, certains dans la ville et d'autres le long de la voie ferrée vers la Suède. La possession de l'aérodrome de Værnes leur permet de faire venir quotidiennement des troupes supplémentaires, et le 18 avril, ils ont 3 500 hommes dans la région, le lendemain 5 000. Ils sont généralement bien équipés, mais manquent d'artillerie de campagne. Certaines troupes allemandes sont détournées vers Hegra, où une force improvisée de 251 norvégiens tient bon dans un ancien fort frontalier. Ils commencent à remonter le fjord et des patrouilles avancées atteignent Verdal le 16 avril.
Le pont de Verdal était défendu par quelque 80 soldats norvégiens, armés de fusils Krag-Jørgensen et de mitrailleuses lourdes Colt M/29. Lorsque les allemands ont attaqué le matin du 21 avril, les norvégiens ont été soutenus par une section du Royal Engineers qui se trouvait dans la région. Pendant une heure et demie, cette force a repoussé l'attaque allemande. La majorité des forces britanniques se trouvaient un peu plus en arrière. Mais les allemands ont débarqué des forces à plusieurs endroits derrière eux pour tenter de les déborder, attirant ainsi l'attention des principales forces britanniques. Craignant d'être isolés, les norvégiens et les Royal Engineers se retirent.
Une bataille s'engage. L'avantage est du côté des Allemands, qui sont équipés de raquettes et de skis, de mortiers lourds montés sur des traîneaux et de canons de campagne légers. Ils disposent d'un soutien aérien à partir d'un aérodrome situé à 56 km de là et d'un appui de tir naval.
Il n'y a pas eu de panique parmi les forces britanniques et norvégiennes, et elles ont réussi à contrer les premiers mouvements des allemands. De violents combats ont eu lieu autour du petit village de Vist. Les premières attaques ont été repoussées, mais les allemands ont débordé les positions britanniques en les contournant à ski dans la neige profonde.
La Luftwaffe a attaqué et détruit la base avancée britannique de Steinkjer le 21 avril, entraînant la perte d'une grande partie de leurs approvisionnements et détruisant 242 maisons, laissant plus de 1 800 civils norvégiens sans abri. Bien que 80 % de la ville ait été détruite lors de l'attaque, aucune vie n'a été perdue dans le bombardement.

### Attaques aériennes

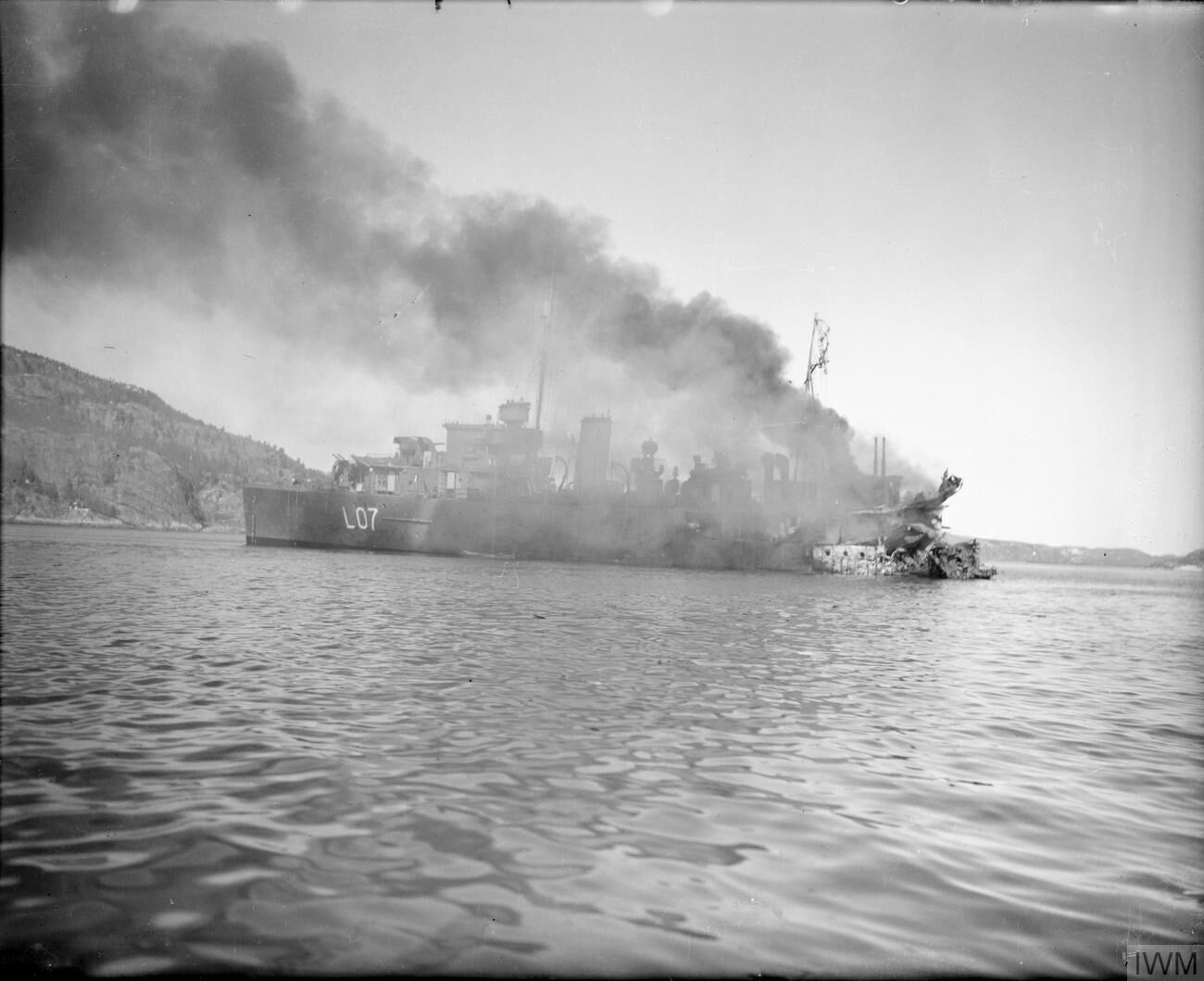
Le en flammes dans le fjord de Namsos après avoir été directement touché à la poupe par une bombe aérienne.

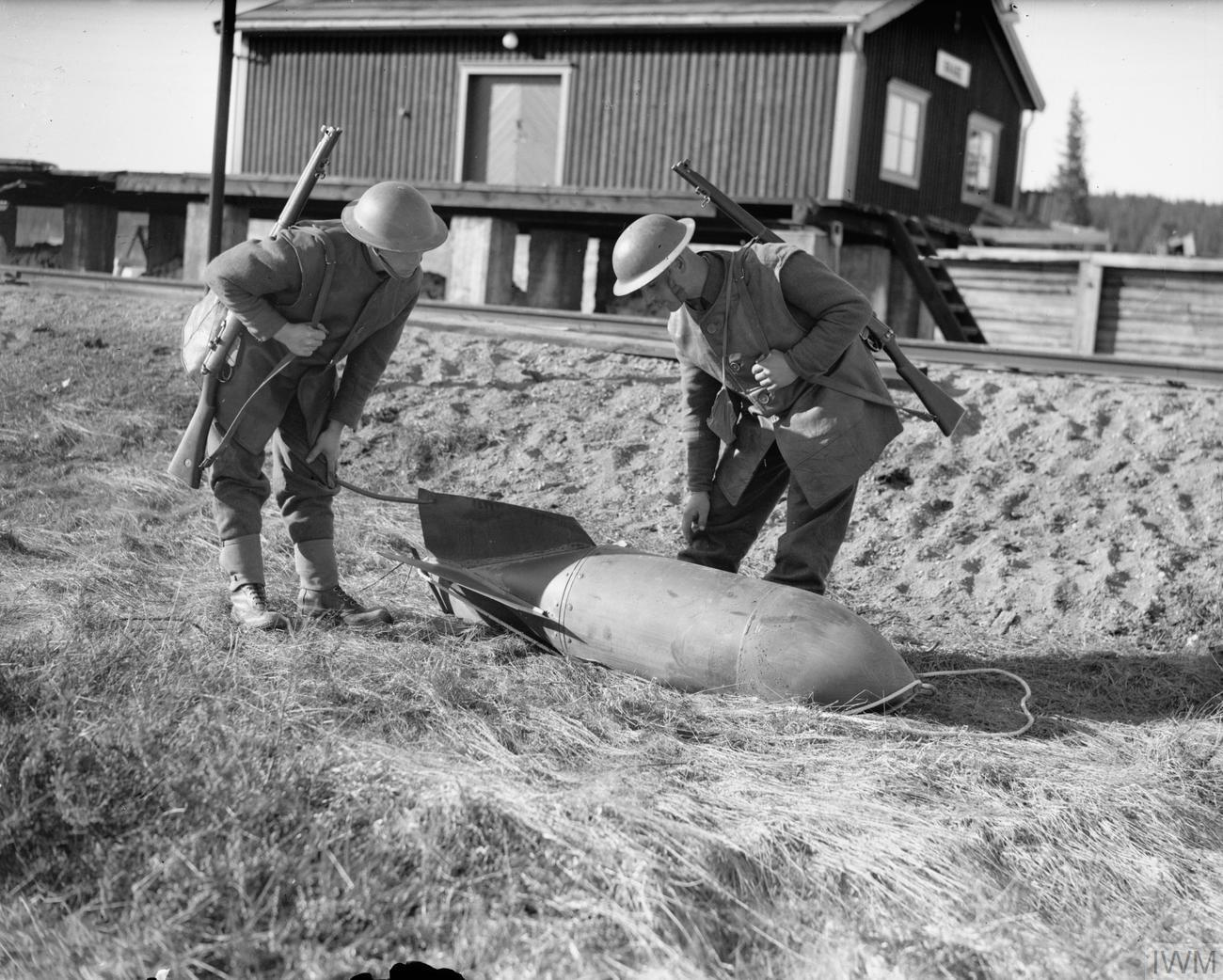
Des troupes alliées examinent une bombe allemande non explosée à Grong Station en avril 1940.

Les bombardiers allemands ont détruit une grande partie de la ville de Namsos, construite en bois, le 20 avril. Les attaques ont duré toute la journée, et la plupart des maisons en bois, ainsi que le terminal ferroviaire, une église, le quartier général français et les deux quais en bois ont été brûlés. Le quai en pierre a été endommagé. Les norvégiens ont payé très cher l'aide apportée par les Alliés. Un seul navire allié était présent dans le port au moment de l'attaque. Quatorze bombardiers allemands se sont attaqués au minuscule chalutier anti-sous-marin HMT Rutlandshire et l'ont gravement endommagé, juste en bas de la baie de Namsos. Le navire a été échoué, et les survivants ont été mitraillés dans l'eau. Aucun n'a été tué et seulement deux ont été blessés. Ils ont ensuite été secourus par le destroyer HMS Nubian, navire jumeau du HMS Afridi.
Les attaques aériennes sur Namsos se sont poursuivies tout au long de la campagne.
Les Britanniques ont ressenti le besoin de protéger leurs navires entrant et sortant de Namsos contre les attaques de sous-marins. En l'absence de couverture aérienne, les petits sloops et chalutiers anti-sous-marins lents utilisés étaient très vulnérables aux attaques aériennes. Le 30 avril, le sloop HMS Bittern est coulé par des bombardiers en piqué Junkers Ju 87 au large de Namsos. Le 1er mai, trois chalutiers anti-sous-marins britanniques à l'entrée du Namsfjord, le HMS Gaul, HMS St. Goran et HMS Aston Villa sont détruits par des avions, le dernier réussissant à regagner Namsos où il brûle. Le HMT Arab évacue l'équipage du St. Goran. Du 28 avril au 2 mai, le Arab a subi 31 attaques aériennes ; son capitaine, Richard Been Stannard, de la Royal Naval Reserve, a reçu la Victoria Cross pour ses actions durant ces cinq jours.
Le Service aérien de l'armée norvégienne (Hærens flyvåpen) et le Service aérien de la Marine royale norvégienne (Marinens flyvevesen) n'avaient aucune unité dans les environs. La seule présence aérienne alliée pour contrer la Luftwaffe a eu lieu lors des premiers débarquements britanniques. Une brève patrouille a été organisée bien au large par plusieurs chasseurs biplans obsolètes, les Gloster Gladiator, opérant depuis le porte-avions HMS Glorious. Ils déclarent avoir abattu trois avions allemands. Quelque dix-huit Gladiators ont décollé du HMS Glorious et ont brièvement opéré depuis le lac gelé Lesjaskogsvatnet à Lesjaskog, mais ils étaient trop au sud pour aider Namsos.

## Évacuation

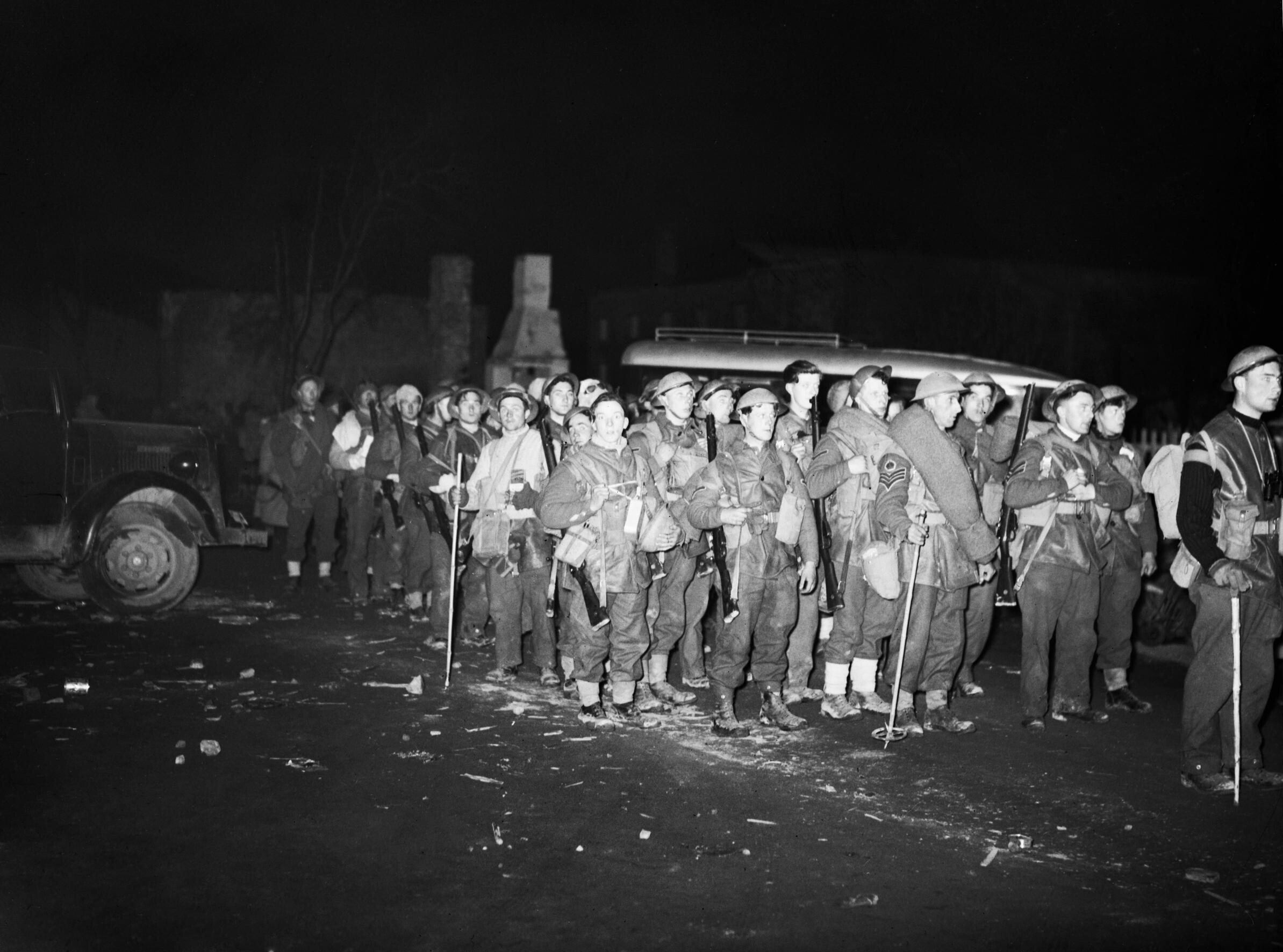
Troupes britanniques rassemblées pour l'évacuation de Namsos le 2 mai 1940.

Le 28 avril, le général Carton de Wiart reçut l'ordre d'évacuer Namsos, et le 29 avril, un convoi d'évacuation composé de destroyers, trois britanniques et un français, quitta Scapa Flow en Écosse sous le commandement de Lord Louis Mountbatten. Une force navale plus importante les suit à distance pour les protéger contre les attaques des croiseurs de bataille allemands. Ils ont été bombardés le 1er mai alors qu'ils traversaient la mer du Nord. Ce soir-là, ils ont rencontré un épais brouillard à 65 km de leur point de rendez-vous au phare de Kya, qui se trouvait à 65 km de Namsos. Les plans d'évacuation de la nuit ont dû être annulés. Pendant ce temps, les troupes allemandes se rapprochaient de l'arrière-garde dans les collines à l'extérieur de Namsos, et les navires du convoi étaient vulnérables aux attaques aériennes si le brouillard se levait en plein jour.
Plutôt que d'attendre le soir, Mountbatten fait entrer ses navires le 2 mai, se déplaçant de banc de brouillard en banc de brouillard. C'était une entreprise très dangereuse sur une côte rocheuse. Malgré le brouillard, les navires ont été bombardés. Les mâts des navires dépassaient du brouillard, donnant aux bombardiers allemands une cible approximative. Lorsqu'ils ont atteint Namsos, le brouillard s'est levé, révélant une ville en feu et des nuées de bombardiers allemands. Comme il aurait été suicidaire d'entrer dans ces conditions, les navires britanniques s'enfoncent dans le brouillard et redescendent la baie.
Le jour suivant, le 3 mai, le dernier possible pour l'évacuation, se leva aussi brumeux qu'auparavant. L'amiral John H. D. Cunningham, qui assurait le commandement général des forces navales dans la région, fit écran au convoi d'évacuation avec deux croiseurs et quatre destroyers à Kya Light et envoya le croiseur HMS York, cinq destroyers et trois transports. Mountbatten a mené le HMS Kelly à 26 nœuds (48 km/h) alors que le soleil se couchait. Lorsqu'ils ont franchi le dernier virage du fjord, ils ont vu Namsos en feu. À ce moment-là, Mountbatten ne savait pas si les allemands étaient en possession de la ville. Un chalutier anti-sous-marin en feu, le HMS Aston Villa, se trouvait juste devant. Alors qu'il fermait les quais, Mountbatten pouvait voir que tout était en feu. Mais Carton de Wiart était là avec 5 500 soldats alignés en bon ordre, attendant de pouvoir descendre.
L'évacuation a commencé à 22h30. Deux des transports ont pu s'approcher du quai endommagé et embarquer les troupes. Les destroyers ont embarqué les autres hommes et les ont transportés vers le York et le troisième transport, avant de prendre eux-mêmes un dernier chargement. Pendant ce temps, l'arrière-garde engageait le combat avec les Allemands pour couvrir l'évacuation. Un désengagement délicat s'ensuit et une ruée vers le dernier navire, le HMS Afridi. Il n'y avait pas le temps de détruire les fournitures laissées sur les quais, alors le Afridi a bombardé le matériel alors qu'il s'éloignait de Namsos. Il était 2h20 du matin, le 4 mai.
Ils savaient qu'ils devaient s'attendre à des problèmes lorsque le jour se lèverait et que les bombardiers allemands les rechercheraient. À 4h30, l'arrière du convoi britannique est repéré par des avions de reconnaissance allemands et les bombardiers suivent bientôt. La force a été attaquée sans interruption jusqu'en fin d'après-midi.
Au cours de la troisième attaque de la journée, le destroyer français Bison a été touché dans le magasin avant et a explosé avec 136 morts. Les autres destroyers ont fait demi-tour pour récupérer les survivants qui étaient mitraillés dans l'eau. Après que le Afridi eut recueilli une partie des marins français et des soldats alliés, il fut touché par deux bombes lourdes et chavira avec la perte d'une centaine d'hommes, dont une partie de l'arrière-garde et les blessés du Bison.
Les tirs anti-aériens britanniques détruisent un certain nombre d'avions allemands. Le convoi atteint Scapa Flow le 5 mai, jour du 60e anniversaire de Carton de Wiart